# Бородатые манакины
Бородатые манакины (лат. Corapipo) — род воробьиных птиц из семейства Манакиновые.

## Описание
Черные птицы с белой окраской горла. Питаются преимущественно фруктами. В период размножения самцы бородатых манакинов привлекают самок сложным брачным танцем на покрытых мхом брёвнах. На одном бревне могут токовать до шести самцов.

## Классификация
Род включает три или четыре вида. Подвид Corapipo altera heteroleuca, некотрые авторы рассматривают в ранге самостоятельного вида.
- Corapipo altera Hellmayr, 1906 — Никарагуанский бородатый манакин
  - Corapipo altera altera Hellmayr, 1906
  - Corapipo altera heteroleuca Hellmayr, 1910
- Corapipo gutturalis (Linnaeus, 1766) — Белогорлый бородатый манакин
- Corapipo leucorrhoa (P.L.Sclater, 1863) — Желтогузый бородатый манакин

## Распространение
Представители рода встречаются в Венесуэле, Колумбии, Бразилии и Гайане.